# Národní sportovní agentura
Národní sportovní agentura je ústřední správní úřad ve věcech podpory sportu, turistiky a sportovní reprezentace státu se sídlem v Praze. Vznikla 1. srpna 2019. Působnost agentury je vymezena zákonem č. 115/2001 Sb., o podpoře sportu.
Národní sportovní agentura vzniká za účelem rozdělení sportu v rámci školství a mimoškolních aktivit. Z finančního hlediska je dotována státem jakožto organizační složka státu a tím se například docílilo přímé finanční pomoci (státních dotací) sportovním spolkům a svazům.

## Působení agentury[1]
- Takové působení vzniká v rámci schválení návrhu plánu státní politiky vládou České republiky, který má za úkol definovat cílovou skupinu (skupiny sportovců). Na schválený plán má za úkol dohlížet i v rámci jeho exekuce.
- Dále působí na úrovni vypisování podpůrných a dotačních programů pro sport, turistiku a sportovní reprezentaci.
- Národní sportovní agentura dohlíží na zacházení s takto udělenými prostředky a kontroluje i postoupené finance zúčastněným osobám a strukturám.
- Jejím úkol je i vytvoření podmínek a podpory pro sport dětí a mládeže a jejich trenéry, dospělých a pro další rozvoj sportu. Celková působnost se vztahuje i na parasportovní aktivity, organizace a jedince. Příjemci takové podpory jsou i mezinárodní, olympijští a paralympijští sportovci a podpůrné organizace těchto sportovců.
- Zřizuje příspěvkovou organizaci za účelem plnění závazků plynoucích z Mezinárodní úmluvy proti dopingu ve sportu. Agentura může rozhodnout také o změnách příspěvkové organizace, jejímž je zřizovatelem. Nad danou organizací má plný dohled.
- Vydává program prevence ovlivňování výsledků sportovních zákonů.
- Vede v elektronické podobě rejstřík sportovních organizací a dalších osob žádajících o poskytnutí podpory podle § 6b, sportovců, trenérů a sportovních zařízení, na jejichž činnost se žádá o poskytnutí podpory. Osoby neregistrované v daném rejstříku nemohou žádat o dotace vypsané Národní sportovní agenturou. https://rejstriksportu.cz/

- Agentura funguje i na mezinárodním měřítku. Spolupracuje se sportovními organizacemi z jiných zemí a i s nadnárodními organizacemi v rámci oblasti sportu a jeho reprezentace.

- Agentura vydává etický kodex, kterým se při své činnosti řídí zaměstnanci a další představitelé Agentury. Součástí kodexu jsou rovněž pravidla styku zaměstnanců a představitelů Agentury s veřejností, se zástupci sportovních organizací a dalšími činovníky v oblasti sportu. Vědomé porušení etického kodexu se považuje za porušení služební kázně státního zaměstnance, za závažné porušení povinnosti zaměstnance a za zvláště hrubé porušení povinností vyplývajících z funkce předsedy a místopředsedy Agentury. Tím je rozuměno, že agentura sebereguluje své zaměstnance a odpovídá za ně.

## Vedení agentury

### Předseda
Nejvyšším představitelem Národní sportovní agentury je předseda, kterému sekundují dva místopředsedové. Předsedu Národní sportovní agentury jmenuje a odvolává vláda na návrh předsedy vlády. Funkční období předsedy je 6 let, přičemž může být jmenován opakovaně. Měl by jím být plně svéprávný a bezúhonný občan České republiky starší 30 let, který bude splňovat náležité zkušenostní a morální předpoklady pro svědomité a řádné vykonávání této funkce. Zároveň je s tímto úřadem spjatá neslučitelnost výkonu funkce člena řídícího, dozorčího nebo kontrolního orgánu podnikajících osob, výkon jakékoli funkce ve sportovní organizaci a výkon podnikatelské, poradenské nebo zprostředkovatelské činnosti a jiné výdělečné činnosti v oblasti sportu, s výjimkou činnosti vědecké, publicistické nebo pedagogické. Také je vyloučena majetková účast předsedy Národní sportovní agentury na obchodní společnosti podnikající v oblasti sportu.

#### Obsazení úřadu
Od prosince 2022 je předsedou Národní sportovní agentury sportovní manažer Ondřej Šebek.
Prvním předsedou agentury byl poslanec a bývalý hokejový brankář Milan Hnilička. V lednu 2021 se potýkal s kritikou ohledně své účasti na oslavě v teplickém hotelu, která porušovala tehdejší vládní protiepidemická opatření; Hnilička poté rezignoval na mandát poslance, z agentury odešel až 17. května 2021. Ve funkci předsedy ho nahradil sportovní funkcionář a bývalý profesionální brankář pozemního hokeje Filip Neusser, který funkci opustil k 30. listopadu 2022.

#### Přehled předsedů
| Pořadí | Předseda       | Začátek a konec v úřadu | Začátek a konec v úřadu | Dny v úřadu |
| ------ | -------------- | ----------------------- | ----------------------- | ----------- |
| 1.     | Milan Hnilička | 26. srpna 2019          | 17. května 2021         | 630         |
| 2.     | Filip Neusser  | 17. května 2021         | 30. listopadu 2022      | 562         |
| 3.     | Ondřej Šebek   | 1. prosince 2022        | úřadující               | dosud 936   |

### Místopředsedové
Místopředsedy Národní sportovní agentury jmenuje a odvolává předseda Národní sportovní agentury. Zastupují předsedu dle jeho rozhodnutí ve stanoveném rozsahu. Padá na ně stejná neslučitelnost této funkce, jako na předsedu.

#### Obsazení úřadu
Funkce místopředsedů plnili od vzniku agentury Ivo Lukš a Michal Janeba. Ti byli odvoláni v lednu 2021 a jejich nástupnicemi se staly Markéta Kabourková a Soňa Bergmannová. Po nástupu předsedy Neussera v květnu 2021 pak rezignovala Bermannová a Kabourková takto pravděpodobně učiní ke konci června 2021. Nový předseda chce své místopředsedy vybrat v transparentním a otevřeném výběrovém řízení.

### Odbory
V rámci Agentury pak působí odbor podpory sportu, pod něhož spadají dvě oddělení dotací ve sportu, oddělení evidence ve sportu a oddělení koncepcí a metodiky ve sportu. Dále pak odbor podpory úřadu, který se dále dělí na oddělení práva a legislativy a oddělení kontroly dotací.

## Národní rada pro sport
Národní rada pro sport funguje jako poradní orgán předsedy Agentury. Před založením Agentury sloužila jako poradní orgán Ministerstva školství, mládeže a tělovýchovy. Rada má nejméně 15 členů, které jmenuje předseda Agentury. Předsedou Národní rady pro sport je automaticky z funkce předseda Národní sportovní agentury.
Rada má 27 členů, mezi něž se řadí aktivní i bývalí sportovci (Jaromír Jágr, Pavel Nedvěd, Barbora Špotáková a další…) či političtí představitelé (Martin Kuba, Jan Birke).

## Kauza zneužívání dotací Českým tenisovým svazem
V květnu 2023 server iROZHLAS zveřejnil článek mapující dotační toky a nakládání s nimi  vedením Českého tenisového svazu. Novináři rozklíčoval rok 2021, kdy svaz inkasoval téměř 142 milionů korun od Národní sportovní agentury, která daný rok distribuci dotací jednotlivým svazům převzala od ministerstva školství. Zhruba třetina této částky (42,7 mil. Kč) směřovala spolku Orel jednota Praha – Balkán na organizování turnajů. Starostou tohoto pobočného spolku Orla byl Vojtěch Flégl, člen dozorčí rady ČTS i Rady ČTS. Dotaci měl přitom využít k organizování akcí napříč tenisovými oddíly, jichž bylo více než 1,1 tisíce, k financování reprezentačních celků a na rozvoj mládeže. Minimálně od roku 2018 získával Fléglův Orel každoročně prostředky mezi 22 a 43 miliony korun. V roce 2022 se jednalo o 35,5 milionu.
V březnu 2024 NSA na základě provedené kontroly odeslala tenisovému svazu výzvu k vrácení části dotace ve výši 29,7 milionů Kč. Kontroloři zjistili, že svaz např. dotace určené na reprezentaci použil na organizaci turnajů v rozporu s dotačními pravidly. Svaz potvrdil, že výzvu obdržel a akceptoval ji s tím, že situaci začali analyzovat právníci a auditoři. 